# Liste de compositeurs bretons
 (février 2019).
Si vous disposez d'ouvrages ou d'articles de référence ou si vous connaissez des sites web de qualité traitant du thème abordé ici, merci de compléter l'article en donnant les références utiles à sa vérifiabilité et en les liant à la section « Notes et références ».
La Bretagne a donné plusieurs compositeurs de renom, dont la plupart se sont  intéressés soit à la musique populaire ou traditionnelle, soit aux mythes fondateurs de la culture bretonne.

## Traditions populaires bretonnes par les compositeurs classiques
« Au début du XIXe siècle, à la suite des guerres napoléoniennes, on assiste à une poussée d'expressions nationalistes ; dans un grand Empire, on éprouve le besoin de manifester son identité par peur de la perdre dans une uniformisation que l'on refuse ». En Russie, la tradition orale a rejoint la musique écrite, comme dans l'opéra Une vie pour le tsar de Mickaël Glinka qui insère des mélodies d'origine slave en 1836 et grâce à l'impulsion des compositeurs regroupés dans le fameux Groupe des Cinq. C'est ce qu'ont fait les compositeurs bretons dans le dernier quart du XIXe siècle, peu de temps après le mouvement russe, pour exprimer leur patrimoine musical et historique. Louis Dumontier identifie quatre moyens utilisés :
- Par des citations complètes ou fragmentaires des mélodies ou des rythmes traditionnels (parfois ces citations sont paraphrasées comme noyau d'inspiration)
- Par analogie ou imprégnation des caractères spécifiques de la sensibilité de l'héritage commun
- Par l'évocation de l'Histoire, des légendes, des lieux, des fêtes qu'elles soient populaires ou religieuses ou les deux ensemble (ce qui est fréquent en Bretagne, comme dans les pardons)
- Par le traitement d'œuvres de poètes ou d'écrivains bretons.

Le mouvement qui concerne toute l'Europe est suivi par des jeunes du Conservatoire de musique et de déclamation pour la plupart qui tentèrent d'adapter au folklore armoricain les techniques très élaborées qu'ils avaient apprises à Paris : le Guingampais Guy Ropartz, les Nantais Paul Ladmirault et Louis Vuillemin, le Brestois Jean Cras, le Morlaisien Adolphe Piriou, le Trégorrois Paul Le Flem.

## Fin du XXe siècle et XXIe siècle
La musique engagée, souvent associée au mouvement folk, a fourni de nombreux interprètes de musique bretonne, mais également a été une pépinière pour des compositions nouvelles qui ont acquis une notoriété régionale, souvent nationale (française) et même internationale, qu'elles soient instrumentales ou à texte en breton ou en français. Pour n'en citer que quelques-uns, Glenmor, Alan Stivell, Tri Yann, Yann Tiersen ont chacun, dans des styles très différents, exprimé en musique leur amour pour la Bretagne.

## A
- René Abjean
- Roger Abjean
- Eugène Anthiome
- Georges Arnoux
- Louis Aubert

## B
- Roland Becker
- Albert Bourgault-Ducoudray
- Dan Ar Braz
- François Budet

## C
- Louis Capart
- Dori Chauvin
- Jean Cras

## D
- Jean-Odéo Demars
- Émile Durand

## G
- Frédéric Guichen
- René Guillou

## H
- Pierre Herbert
- Pierick Houdy

## J
- Gérard Jaffrès

## L
- Paul Ladmirault
- Pascal Lamour
- Jean Langlais
- Paul Le Flem
- Jef Le Penven
- Jean L'Helgouach

## M
- Benoît Menut
- Jean-Michel Moal
- Pierre-Yves Moign
- Myrdhin

## P
- Jacques Pellen
- Dominique Perrier (Stone Age)
- Adolphe Piriou
- Roger Pénau

## R
- Jean-Pierre Riou
- Martine et Serge Rives
- Guy Ropartz

## S
- Alice Sauvrezis
- Gilles Servat
- Alan Simon
- Didier Squiban
- Alan Stivell
- Rita Strohl

## T
- Yann Tiersen
- Tri Yann